# Équipe d'Haïti de football
Cet article traite de l'équipe masculine. Pour l'équipe féminine, voir Équipe d'Haïti de football féminin.
Maillots
L'équipe d'Haïti de football est constituée par une sélection des meilleurs joueurs haïtiens sous l'égide de la Fédération haïtienne de football et représente le pays lors des compétitions régionales, continentales et internationales depuis sa création en 1925.
Les Grenadiers ou encore Rouges et Bleus comme on les appelle dans le pays, disputent leurs rencontres à domicile au Stade Sylvio-Cator, situé dans la capitale haïtienne, Port-au-Prince. En janvier 2013, ils se sont hissés au 38e rang mondial selon le classement FIFA, soit leur meilleure position depuis la création dudit classement.

## Histoire

### Les débuts de la sélection (1925-1970)

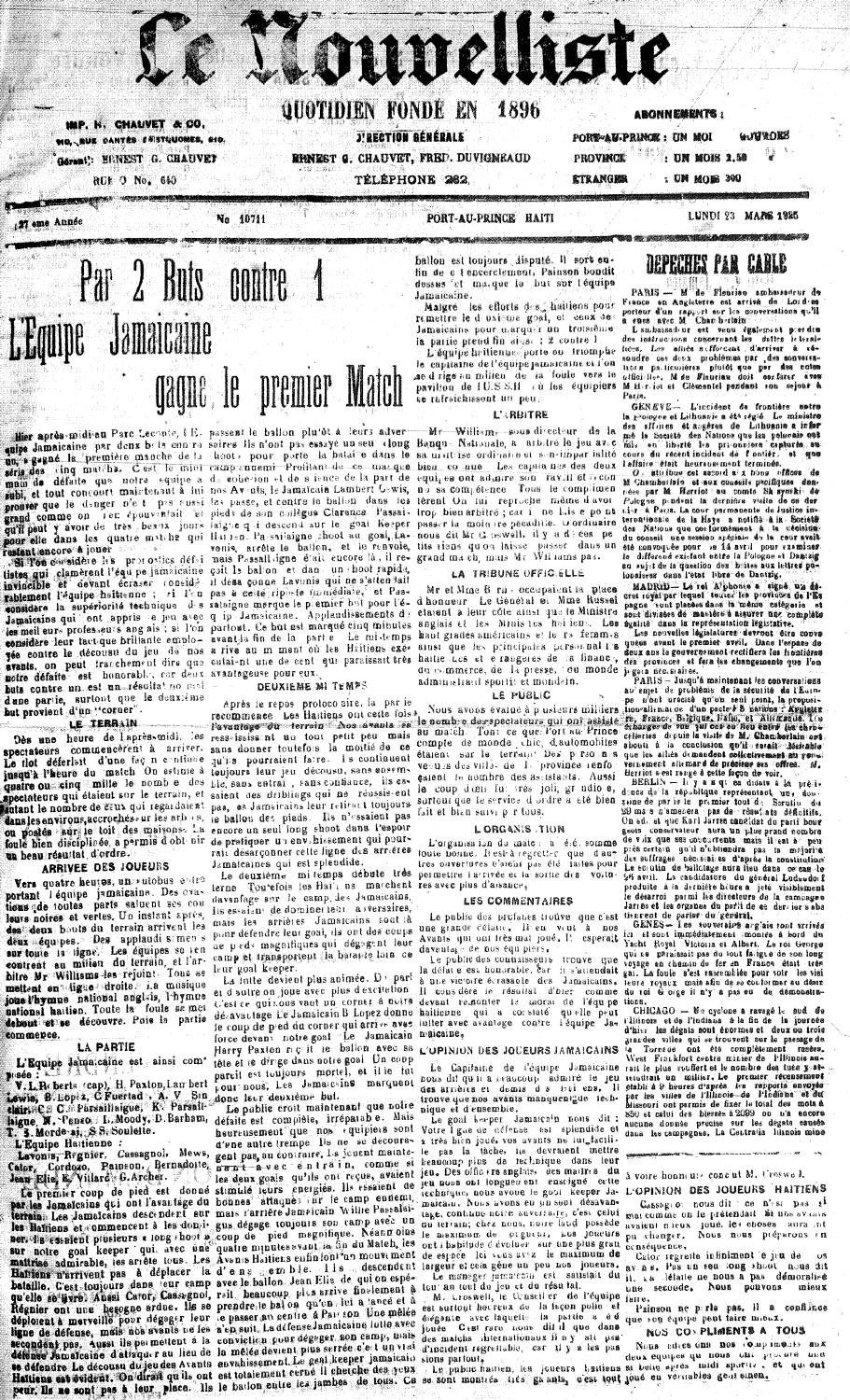
Une du journal haïtien Le Nouvelliste du 25 mars 1925 relatant la rencontre Haïti-Jamaïque

Le premier match officiel de la sélection d'Haïti date du 22 mars 1925 et l'oppose à une autre sélection caribéenne, l'équipe de Jamaïque, dont c'est également le premier match de l'histoire. La rencontre est gagnée deux à un par les Jamaïcains, le premier but de l'histoire de la sélection est inscrit par Painson à la 86e minute,. À la suite de l'affiliation de la Fédération haïtienne auprès de la FIFA en 1933, Haïti peut s'inscrire aux éliminatoires pour la Coupe du monde 1934 en Italie. Les Grenadiers, dirigés par Édouard Baker, sont opposés à l'équipe de Cuba, lors d'une confrontation en trois matchs, tous disputés au Parc Leconte de Port-au-Prince en janvier 1934. Battus trois à un au premier match puis accrochés un partout au second, Haïti subit une lourde défaite lors de la troisième et dernière rencontre sur le score de six à zéro.
Les Haïtiens ne vont réapparaître sur la scène internationale que près de vingt ans plus tard, puisque la Fédération n'a pas inscrit l'équipe nationale pour les éliminatoires des éditions de 1938 et 1950. Pour l'édition de 1954 organisée en Suisse, les hommes du Français Paul Baron retrouvent en poule de qualification les États-Unis et le Mexique. Haïti termine à la dernière place, perdant tous ses matchs, avec même une très lourde défaite concédée à Mexico huit à zéro. Ils vont à nouveau se retirer des éliminatoires pour la Coupe du monde jusqu'en 1970. Au niveau régional, l'équipe haïtienne remporte en 1957, pour sa première participation dans la compétition, la Coupe CCCF avec notamment une victoire six à un sur Cuba puis dispute, en 1959, les Jeux panaméricains. La sélection s'incline lourdement face aux États-Unis, sept à deux, et au Brésil, neuf à un, et refuse de reprendre le jeu face à l'Argentine après une décision arbitrale. Victorieuse huit à deux de la sélection cubaine, l'équipe termine quatrième de la compétition. Après une saison 1960 sans rencontres internationales, la sélection haïtienne, dirigée par Antoine Tassy, fait sa deuxième apparition en Coupe CCCF en 1961. Deuxième de sa poule derrière le pays hôte, le Costa Rica, l'équipe termine quatrième et dernière de la phase finale avec trois défaites en trois matchs et douze buts encaissés pour zéro buts inscrits. L'équipe subit pour son dernier match dans la compétition une cuisante défaite, huit à zéro face aux Costaricains,.
En 1961, Haïti rejoint la CONCACAF née de la fusion de la NAFC et de la CCCF. En 1965, Haïti prend part à la deuxième édition de la Coupe des nations de la CONCACAF, après avoir été éliminée lors des qualifications de l'édition inaugurale (Coupe des nations de la CONCACAF 1963). Ce rendez-vous continental est un échec puisque les Haïtiens terminent à la dernière place, sans avoir remporté un seul de leurs cinq matchs joués et Antoine Tassy présente alors sa démission,. Il revient cependant l'année suivante à la tête de l'équipe et, remporte la Coupe Duvalier,. Lors de l'édition 1967, la sélection est également performante. Elle termine d'abord invaincue en tête de son groupe de qualification, devant Trinité-et-Tobago. Le 16 janvier 1967 est une date historique puisque c'est celle de la première victoire haïtienne en match officiel, face aux Trinidadiens, battus 4-2. Mais les hommes de Antoine Tassy ne vont pas exister lors du tour final, joué sous forme d'une poule unique de six équipes, en terminant à la 5e place, ne battant le Nicaragua que lors de la dernière journée, dans un match sans autre enjeu que celui d'éviter la dernière place.
Dans le cadre des Éliminatoires à la Coupe du monde 1970 organisée par le Mexique, les Haïtiens sont engagés dans le groupe 2, en compagnie du Guatemala et de la sélection de Trinité-et-Tobago. Toujours dirigés par Antoine Tassy, ils s'imposent pour la première fois en éliminatoires de la Coupe du monde le 23 novembre 1968 à Port of Spain face à Trinité-et-Tobago. Les Grenadiers vont parvenir à se classer en tête de la poule (deux victoires, un nul et une défaite, concédée à domicile face aux Soca Warriors trinidadiens accédant ainsi au deuxième tour de qualification. Ils éliminent ensuite les Américains (s'imposant même sur la pelouse de San Diego un but à zéro lors du match retour) avant de voir le billet pour le tournoi final s'envoler face au Salvador. Le duel est acharné : les Haïtiens s'inclinent à domicile 1-2, parviennent à gagner 3-0 à San Salvador avant de perdre à nouveau lors du match de barrage organisé sur terrain neutre, à Kingston en Jamaïque, 1-0 dans les prolongations.
À la Coupe des nations de la CONCACAF 1969, Haïti est disqualifié pour le tour final, alors qu'il s'était qualifié sur le terrain en battant les États-Unis (ce tour de qualification est couplé aux qualifications pour la Coupe du monde 1970). En effet, la Fédération n'a pas pu inscrire l'équipe pour le tour final dans les délais impartis par la CONCACAF et ne peut donc participer à la poule finale.

### L'âge d'or du football haïtien (1971-1979)

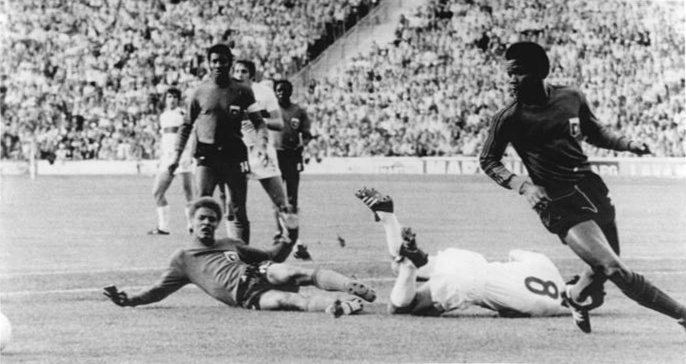
Les Haïtiens et leur capitaine Wilner Nazaire contre l'Italie lors de la Coupe du monde 1974.

En 1971, toujours avec Antoine Tassy à sa tête, la sélection haïtienne participe à la troisième édition de la Coupe des nations de la CONCACAF, dont la phase finale a lieu à Trinité-et-Tobago. Elle bénéficie du forfait des Antilles néerlandaises au premier tour des préliminaires et lors du second tour, les sélections de Cuba et du Suriname refusent de se rendre à Port-au-Prince pour disputer avec les Grenadiers les matches de poule. La CONCACAF tranche et décide de délivrer les deux billets pour la phase finale aux Haïtiens et aux Cubains, sans que l'on connaisse les raisons de ce choix. La phase finale, disputée sous forme d'une poule unique réunissant les six nations qualifiées se déroule à Port of Spain en fin d'année 1971. Les Haïtiens terminent invaincus la compétition avec une médaille d'argent, derrière les Mexicains. C'est la première performance remarquable de la sélection.
Deux ans plus tard, l'édition 1973 de la Coupe des nations de la CONCACAF revêt un enjeu double. En effet, elle est couplée avec le tour final des éliminatoires de la CONCACAF pour la Coupe du monde 1974, ce qui veut dire que l'équipe sacrée championne de la CONCACAF obtient automatiquement son billet pour la phase finale, prévue en Allemagne de l'Ouest. Haïti part avec un certain avantage puisque cette 4e édition se dispute au stade Sylvio-Cator de Port-au-Prince. Après avoir facilement disposé de l'équipe de Porto Rico en tour préliminaire (12 à 0 sur l'ensemble des deux rencontres), les Rouge et Bleus vont réaliser un parcours quasiment parfait en poule finale, remportant leurs quatre premiers matchs, face aux Antilles néerlandaises, à Trinité-et-Tobago, au Honduras et au Guatemala. La dernière rencontre, perdue face au Mexique, est sans importance puisque les coéquipiers d'Emmanuel Sanon, le buteur vedette de l'équipe, étaient assurés avant de jouer de terminer en tête et de se qualifier pour la Coupe du monde,. Le président haïtien Jean-Claude Duvallier promet alors aux joueurs sélectionnés une prime de 300 000 dollars pour une victoire et de 200 000 dollars pour un nul aux joueurs disputant la compétition mondiale.

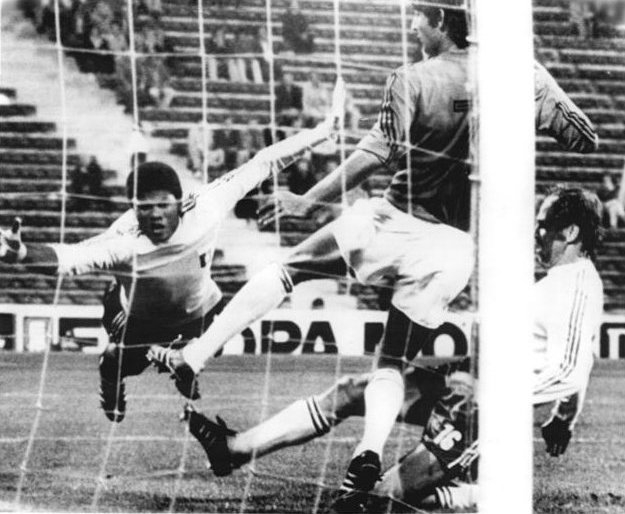
Henri Françillon lors de la rencontre Haïti-Pologne de la Coupe du monde 1974

Le tirage au sort n'est pas tendre avec l'équipe haïtienne : elle est reversée dans le groupe 4 en compagnie de l'Italie, finaliste du dernier Mondial, de l'Argentine et de la Pologne. Haïti va marquer les esprits lors de cette Coupe du monde ouest-allemande. Avec Antoine Tassy sur le banc, les Grenadiers vont créer l'une des premières surprises de la phase finale en ouvrant le score contre les Italiens, grâce à un but de l'inévitable Emmanuel Sanon qui met fin à ainsi à la série d’invincibilité, 1 143 minutes, du gardien Dino Zoff. Les Azzurri se reprennent et l'emportent finalement 3-1. La préparation du second match est marquée par le contrôle positif d'Ernst Jean-Joseph à un produit anti-asthmatique, il est alors suspendu jusqu'à la fin de la compétition. Marqués par cette exclusion, cette seconde rencontre est catastrophique pour les Haïtiens. Ils s'inclinent contre la Pologne sur le score de 7-0 malgré le bon match du gardien Henri Françillon. Enfin, le troisième et dernier match, sans enjeu puisque Haïti est d'ores et déjà éliminé, les voit s'incliner contre l'Argentine, avec un nouveau but de Sanon et une défaite 1-4.
En 1977, la 5e édition de la Coupe des nations de la CONCACAF voit à nouveau les Haïtiens réussir un superbe parcours. Qualifiés par le biais de plusieurs tours préliminaires, où ils éliminent successivement la République dominicaine, les Antilles néerlandaises et Cuba, ils terminent comme six ans auparavant à la deuxième place, derrière leur rival du moment, le Mexique, auteur à domicile d'un parcours parfait (cinq victoires en autant de rencontres). Deux ans plus tard, la sélection olympique remporte la Coupe caribéenne des nations en battant lors de la dernière rencontre le tenant du titre, le Suriname sur le score d'un à zéro,.

### Une longue période sans résultats (1979-1997)
En 1981, Haïti participe à la Coupe des nations de la CONCACAF, organisée cette année-là au Honduras. Comme lors des éditions précédentes, le champion se qualifie pour la phase finale de la Coupe du monde de football 1982 en Espagne, mais aussi son dauphin, puisque la zone CONCACAF a droit à deux représentants en phase finale à partir de cette Coupe du monde. Les Grenadiers parviennent à se qualifier pour la poule finale à six, après avoir écarté Trinité-et-Tobago et les Antilles néerlandaises mais vont finir à la dernière place, sans parvenir à remporter un seul match. C'est la dernière apparition des Haïtiens à ce niveau de la compétition avant une longue période de mauvais résultats.
Lors de l'édition 1985 de la Coupe de la CONCACAF, une fois encore couplée aux éliminatoires de la Coupe du monde 1986 au Mexique, la sélection dirigée par l'ancien international Claude Barthélemy est éliminée dès le premier tour préliminaire, terminant dernière de sa poule, derrière le Canada et le Guatemala, en perdant même tous ses matches et sans parvenir à marquer un but.
La Fédération va écarter l'équipe nationale des compétitions officielles entre 1986 et 1990. Les Rouge et Bleus vont ainsi manquer la Coupe des nations de la CONCACAF 1989 (qualificative pour la Coupe du monde 1990 en Italie) et les deux premières éditions de la Coupe caribéenne des nations, organisées en 1989 à la Barbade et en 1990 à Trinité-et-Tobago. Entre juin 1985 et avril 1991, l'équipe nationale ne va disputer qu'une seule rencontre, le 27 juin 1989 aux États-Unis, un match amical perdu 0-4 face à la Colombie.
Son retour en compétition officielle se fait lors de la Coupe caribéenne des nations 1991. La refonte de la Coupe des nations de la CONCACAF, qui devient à partir de 1991 la Gold Cup, a transformé la Coupe caribéenne des nations en tournoi de qualification pour la compétition continentale. Opposée au premier tour de qualification à son voisin de la République dominicaine et à Porto Rico, Haïti se classe deuxième, devancée à la différence de but par les Dominicains. La sélection va à nouveau manquer les deux éditions suivantes, en 1992 à Trinité-et-Tobago et en 1993 en Jamaïque. Les seules rencontres disputées durant cette période sont les matchs de qualification pour la Coupe du monde 1994, dont la phase finale est organisée aux États-Unis. Opposés à la sélection des Bermudes, les Grenadiers voient leur parcours s'arrêter prématurément (défaite 1-0 aux Bermudes et victoire insuffisante 2-1 au stade Sylvio-Cator).
En 1994, les Grenadiers s'inscrivent à cette 6e édition de la Coupe caribéenne, organisée une nouvelle fois à Port of Spain. Après avoir éliminé la République dominicaine (et profité du forfait de Cuba), ils ne finissent qu'à la 3e place de la phase de poules, derrière la Martinique et le Suriname. Dès leur élimination, 17 des 18 joueurs de l'équipe demandent l'asile politique aux États-Unis mais, devant le refus de l'ambassade américaine, la majorité des joueurs décident alors de rentrer à Haïti. L'année suivante, la Fédération fait une fois encore le choix de ne pas inscrire à la Coupe caribéenne des nations la sélection, qui ne va d'ailleurs jouer aucune rencontre au cours de l'année civile.
Lors de l'édition 1996, toujours à Port of Spain, les Haïtiens réalisent un parcours identique à celui effectué deux ans plus tôt : ils éliminent en tour préliminaire la République dominicaine puis ils accrochent une 3e place en poule, derrière cette fois-ci Cuba et une nouvelle fois la Martinique. Durant la même période, ils s'engagent dans la campagne éliminatoire pour tenter de se qualifier pour la phase finale de la Coupe du monde 1998, prévue en France. Après avoir éliminé la sélection de Grenade au deuxième tour préliminaire, les Rouge et Bleus s'inclinent lourdement face aux Cubains, avec notamment une déroute au match aller (6-1) à La Havane.
L'année suivante, à l'origine inscrite en compétition, Haïti déclare forfait avant le début des éliminatoires, comme d'autres sélections voisines telles que la République dominicaine, Porto Rico et les Îles Caïmans.

### Des hauts et des bas (1998-2006)
En 1998, la sélection parvient à monter pour la première fois sur le podium lors de la Coupe caribéenne des nations. Lors de cette édition coorganisée par la Jamaïque et Trinité-et-Tobago, ils finissent deuxième de la poule derrière les Reggae Boyz, tout juste rentrés de la Coupe du monde en France. Ils s'inclinent ensuite en demi-finales contre l'autre pays organisateur, Trinité-et-Tobago puis battent Antigua et Barbuda. Cette performance est réitérée l'année suivante avec une nouvelle 3e place, partagée avec la Jamaïque à la suite de l'impossibilité d'organiser le match de classement entre les deux équipes.
Avec ces bons résultats, Haïti participe à la poule de qualification pour la Gold Cup 2000 en compagnie du Canada, de Cuba et le Salvador. Grâce à une deuxième place en poule, les Grenadiers obtiennent leur billet pour la phase finale de la Gold Cup, pour la première fois depuis l'instauration de la nouvelle formule de la compétition. Placés dans le groupe B en compagnie des États-Unis et du Pérou, sélection invitée par la CONCACAF, ils s'inclinent 3-0 contre les Américains et parviennent à accrocher la Blanquirroja péruvienne (1-1), une performance insuffisante pour accéder aux quarts de finale. Le mois suivant démarrent les éliminatoires pour la Coupe du monde 2002 coorganisée par le Japon et la Corée du Sud. Les hommes d'Emmanuel Sanon éliminent successivement l'équipe de Dominique, les Bahamas avant de tomber contre Trinité-et-Tobago, synonyme de passage via les barrages, joués et perdus sèchement (7-1 sur l'ensemble des deux matchs) contre le Honduras.
En 2001, Haïti s'engage en Coupe des Caraïbes et va à nouveau s'illustrer. Après avoir terminé en tête de sa poule lors du premier tour, devant Cuba, Saint-Christophe-et-Niévès et le Suriname, l'équipe nationale bat la Martinique en demi-finale puis s'incline, une fois encore face à Trinité-et-Tobago. Néanmoins, cette place de finaliste permet aux Haïtiens de participer pour la deuxième fois consécutive à la Gold Cup. Versés dans le groupe D avec le Canada et l'Équateur, ils parviennent à se qualifier pour le tableau final de la plus curieuse des manières: les trois équipes ont terminé à égalité parfaite à l'issue du premier tour et ont dû être départagées par un tirage au sort. En quart de finale, ils passent près de l'exploit en s'inclinant face au Costa Rica après avoir encaissé un but en or de Rónald Gómez.
En 2002, en l'absence de Coupe caribéenne des nations, c'est un tournoi qualificatif qui est mis en place pour obtenir une place en phase finale de la Gold Cup 2003. Après avoir terminé en tête du groupe D du premier tour devant Antigua et Barbuda et les Antilles néerlandaises, les Rouge et Bleus ne finissent qu'à la troisième place de la poule derrière la Jamaïque et la sélection de Martinique, un résultat insuffisant qui leur ferme les portes du tournoi continental.
Deux ans plus tard, les Haïtiens s'engagent dans les éliminatoires pour la Coupe du monde 2006 en Allemagne. En février 2004, ils disputent leur premier match à domicile à Miami en raison du conflit armé sur l'île. Ils éliminent l'équipe des îles Turques-et-Caïques (5-0 et 2-0 en matchs aller et retour) avant de s'incliner au tour suivant face aux Reggae Boyz (1-1, toujours à Miami et défaite 3-0 à Kingston). L'année suivante, lors de l'édition 2005 de la Coupe caribéenne des nations, Haïti passe le premier tour de poules en compagnie de la Jamaïque puis au tour suivant, s'impose face à Saint-Christophe-et-Niévès. Leur parcours s'achève face à Cuba à l'issue des prolongations lors du match retour.

### Un titre et des résultats en hausse (2007-2009)

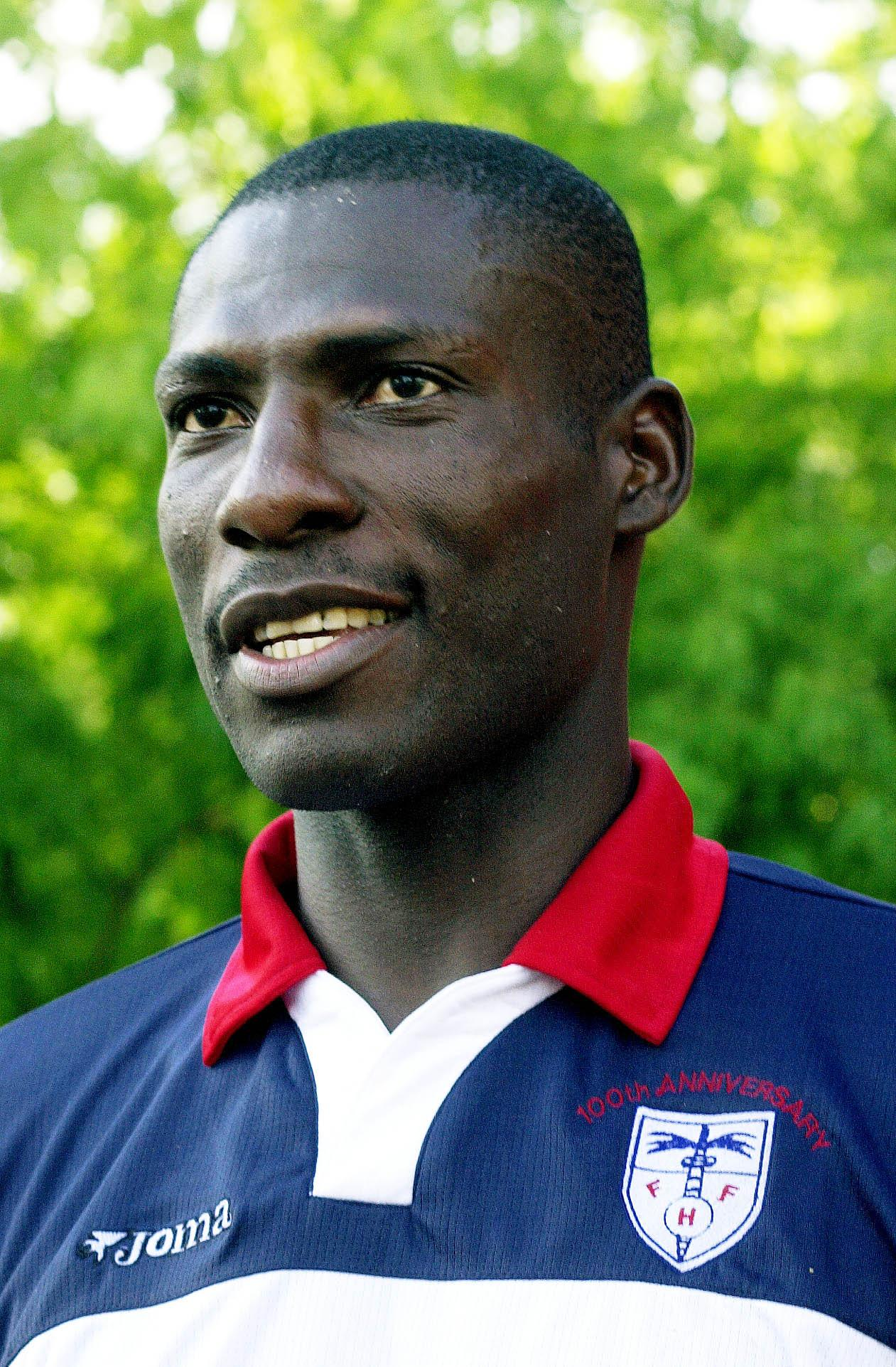
Pierre Richard Bruny, ici en 2004, remporte avec la sélection la Coupe caribéenne des nations 2007

À l'automne 2006, les Haïtiens s'engagent dans les qualifications pour la phase finale de la Coupe caribéenne des nations 2007 qui doit avoir lieu à Port of Spain. Ils réussissent d'abord à terminer en tête de leur poule éliminatoire, se qualifiant avec Saint-Vincent-et-les-Grenadines aux dépens de la Jamaïque, pourtant tenante du titre et pays hôte de la poule. Au tour suivant, ils ne se classent que troisièmes, derrière les Cubains et les Martiniquais, une place synonyme de barrage joué quelques jours avant le début de la compétition à proprement parler. Cette nouvelle étape est aisément franchie, après être venu à bout de la sélection des Bermudes (5-0 sur l'ensemble des deux matchs). Lors du premier tour, les Grenadiers finissent deuxième de leur poule, derrière le pays organisateur, Trinité-et-Tobago et devant la Martinique et la Barbade. En demi-finales, Haïti bat une autre équipe francophone, la Guadeloupe avant de prendre sa revanche en finale sur les Trinidadiens, qui les avaient battus 3-1 en match de poule. Cette victoire en Coupe caribéenne des nations est le premier titre d'Haïti depuis 1979. Elle leur permet également de revenir en phase finale de la Gold Cup, après avoir manqué les éditions 2003 et 2005.
En juin 2007, armés de leur titre de champion des Caraïbes, les hommes du Cubain Armelio Luis García voient leur parcours américain s'achever dès le premier tour. Versés dans le groupe A en compagnie du Canada, du Costa Rica et de la Guadeloupe, ils terminent derniers, sans avoir remporté un seul de leurs trois matchs et avec deux buts inscrits (par Monès Chéry face à la Guadeloupe et Alexandre Boucicaut contre les Costaricains). Après la démission surprise de García en janvier 2008, la Fédération haïtienne décide de placer sur le banc Wagneau Eloi, ancien attaquant haïtien qui a fait toute sa carrière en France et en Belgique.
La première mission d'Eloi est de réussir au mieux les Éliminatoires de la Coupe du monde 2010, dont la phase finale est prévue en Afrique du Sud. Haïti écarte d'abord l'équipe des Antilles néerlandaises avant de chuter au troisième tour, terminant 3e de sa poule derrière le Costa Rica et le Salvador, sans avoir remporté une seule rencontre (3 nuls et 3 défaites). À l'automne, protégé par son statut de tenant du titre, Haïti fait son entrée lors de la phase finale de la Coupe caribéenne des nations, qui a lieu en Jamaïque. Ses adversaires de poule sont Cuba, la Guadeloupe et Antigua-et-Barbuda. Comme lors de la Gold Cup 2007, la déception est immense puisque les Rouge et Bleus vont quitter la compétition dès le premier tour, devancés par Cuba et la Guadeloupe.
Un coup du sort va permettre à la sélection haïtienne de participer à la phase finale de la Gold Cup 2009, malgré son échec en Coupe caribéenne des nations. En effet, Cuba, à l'origine quatrième de la compétition et détenteur d'un billet pour le premier tour de la Gold Cup 2009, déclare forfait. La CONCACAF procède donc à un tirage au sort entre Haïti et Trinité-et-Tobago, qui avaient terminé 3e de leur groupe respectif et c'est Haïti qui est désigné. Placé dans le groupe B avec les Américains, le Honduras et la sélection de Grenade, le groupe coaché par le Colombien Jairo Rios va terminer à la troisième place, avec notamment un nul 2-2 décroché face aux Américains et poursuit sa route en quarts de finale, égalant sa performance réalisée en 2002. Malheureusement pour les Grenadiers, le parcours s'arrête brutalement en quarts, laminés par le Mexique (0-4), futur vainqueur de la compétition.

### Après le séisme (2010-2013)
Le 12 janvier 2010, un séisme de magnitude 7 sur l'échelle Richter dévaste Haïti avec un épicentre à 15 kilomètres de la capitale, Port-au-Prince. Devant les ruines de l'immeuble complètement effondré, le président de la Fédération haïtienne a confirmé que 30 personnes étaient là au moment du séisme et aucune n'a survécu. Les victimes sont des personnes travaillant dans les services administratifs, des arbitres ou des entraîneurs nationaux, comme l'entraîneur de la sélection des moins de 17 ans, Jean-Yves Labaze,. Les dégâts dans le pays sont immenses et les conséquences de cette catastrophe sont nombreuses. L'une d'elles est le déplacement de la phase finale de la Coupe caribéenne des nations 2010, qui était prévue à Port-au-Prince et qui est déplacée en urgence en Martinique. Cependant, grâce à leur participation à la phase finale deux ans plus tôt, les Haïtiens sont dispensés du 1er tour préliminaire, ce qui leur permet de disposer de dix mois pour pouvoir rebâtir une équipe compétitive en vue du 2d tour. Le 2 novembre 2010 à Port of Spain se joue le premier match des Haïtiens depuis le séisme, face à l'équipe du Guyana, une rencontre qui se termine sur un score nul et vierge. Haïti s'impose ensuite face à Saint-Vincent-et-les-Grenadines avant de sombrer 4-0 contre la sélection hôte, Trinité-et-Tobago. Avec une troisième place de poule, les portes de la phase finale de la Coupe caribéenne 2010 se ferment définitivement.
Le 2 septembre 2011 a eu lieu le premier match officiel de l'équipe d'Haïti au Stade Sylvio-Cator depuis le séisme. Cette rencontre se déroule dans le cadre des éliminatoires de la Coupe du monde 2014 et oppose l'équipe d'Haïti aux Îles Vierges américaines, elle se conclut par une victoire sans appel des Haïtiens 6-0. Hélas Haïti finit second de son groupe derrière Antigua et Barbuda - ce qui provoqua le courroux de nombreux supporteurs car Antigua-et-Barbuda est considérée comme hiérarchiquement inférieure - et est éliminé de la Coupe du monde 2014.
L'année suivante, les Grenadiers parviennent à remonter sur le podium de la Coupe caribéenne des nations 2012. Le premier tour des éliminatoires, organisé à Port-au-Prince, leur porte chance. Après trois victoires en autant de matchs, ils finissent en tête de leur poule, se qualifiant en compagnie de Porto Rico. Au tour suivant, sur l'île de la Grenade, ils terminent à nouveau premiers du groupe, devant l'équipe de Guyane. La phase finale de la Coupe caribéenne est organisée à Antigua-et-Barbuda et voit les Haïtiens dominer le premier tour, en devançant Trinité-et-Tobago et éliminant du même coup le pays organisateur. Haïti chute en demi-finales face à Cuba mais parvient à accrocher la troisième place de la compétition, à la suite d'une victoire, après prolongations, contre la Martinique. La présence dans le dernier carré du tournoi leur permet d'accéder à la phase finale de la Gold Cup 2013, organisée aux États-Unis. Haïti commence le tournoi continental en concédant une défaite face au Honduras sur le score de deux buts à zéro. Cependant, les Grenadiers se ressaisissent lors de la deuxième journée en battant Trinité-et-Tobago sur le même score. Le troisième et dernier match de la poule vit Haïti s'incliner 0-1 face au Salvador avec un arbitrage très discutable du Portoricain Javier Santos qui concéda un pénalty imaginaire aux Salvadoriens. Cette défaite mit un terme au parcours des Grenadiers dans la compétition.

### L'ère des sélectionneurs français (depuis 2014)

#### Marc Collat (2014-2015)
La Fédération haïtienne intronise le Français Marc Collat à la tête des Rouges et Bleus en janvier 2014 avec pour première mission de diriger l'équipe lors de la phase finale de la Coupe caribéenne des nations 2014, compétition qui laisse une sensation aigre-douce car les Haïtiens avaient les cartes en main pour accéder à la finale. En effet, après avoir concédé le nul face à Antigua-et-Barbuda (2-2 en ayant mené 2-0 à la mi-temps) et laminé la Martinique 3-0, ils n'avaient besoin que d'un nul face aux Reggae Boyz, lors de la dernière journée de poule, pour se qualifier en finale en raison d'une meilleure attaque que ces derniers (même nombre de points: 4, même différence de buts : +3 mais 5 buts marqués contre 4 pour les Jamaïquains). Cependant ils s'inclinèrent 2-0 et durent se contenter de la « petite finale » contre Cuba qu'ils remportèrent 2-1. Même si la 3e place leur confère une place en Gold Cup 2015, les Grenadiers ont gâché l'occasion de tenter une qualification directe à la Copa América Centenario promise au vainqueur de cette Coupe caribéenne 2014 (en l'occurrence la Jamaïque, hôte du tournoi).
Lors de la Gold Cup 2015, les Haïtiens font bonne impression au 1er tour en tenant en échec le Panama (1-1) puis en dominant le Honduras (1-0, but de Nazon). En quarts-de-finale, ils s'inclinent face à la Jamaïque, futur finaliste de l'épreuve, sur la plus petite des marges mais gagnent le droit de disputer les barrages de la Copa América Centenario, le 8 janvier 2016, au Stade Rommel Fernández de Panama, contre Trinité-et-Tobago.

#### Patrice Neveu (2015-2016)
Entretemps, Marc Collat cède sa place à un compatriote, Patrice Neveu, qui réussit ses débuts sur le banc haïtien en battant les Soca Warriors, lors dudit barrage, par la plus petite des marges (but de Kervens Belfort fils). Haïti crée l'exploit et se qualifie ainsi à la première Copa América de son histoire. Encadrés dans le groupe B du tournoi en compagnie du Pérou, du Brésil et de l'Équateur, les Grenadiers opposent une bonne résistance face aux premiers avant de succomber sur un but de la tête de la star péruvienne Paolo Guerrero à l'heure de jeu. Le deuxième match face à la Canarinha de Dunga s'avère néanmoins catastrophique puisque Haïti est balayé sept buts à un et ne sauve l'honneur que grâce à un but de James Marcelin à la 70e minute. Haïti aborde son dernier match face l'Équateur déjà éliminé et s'incline sans surprise par quatre buts à zéro.
En parallèle, les Grenadiers avancent sans trop de difficultés jusqu'au 4e tour préliminaire des éliminatoires de la Coupe du monde 2018, instance où ils connaissent un début catastrophique avec quatre défaites et aucun but marqué sur leurs cinq premiers matchs. Une dernière victoire pour l'honneur face à la Jamaïque (0-2) à Kingston ne peut empêcher l'élimination de la course à la Coupe du monde en Russie. Les déceptions continuent à l'occasion des éliminatoires de la Coupe caribéenne des nations 2017 où Haïti est stoppé lors du 3e tour préliminaire à la suite d'une défaite humiliante concédée à domicile (2-5), face à la Guyane, après avoir mené 2-0 au bout d'une demi-heure de jeu. Malgré une victoire (2-0 a.p.) à Basseterre, contre Saint-Christophe-et-Niévès, qui assure à Haïti de disputer le mini-tournoi de qualification aux barrages de la Gold Cup 2017, le bilan de Neveu à la tête de l'équipe demeure très contesté.

#### Intérim de Jean-Claude Josaphat (2017)
En décembre 2016, Neveu finit par jeter l'éponge dans une déclaration confuse où il déplore ses conditions de travail et les nombreux retards dans le paiement de son salaire, tout en niant une éventuelle démission. Il est remplacé par son adjoint, Jean-Claude Josaphat, chargé de diriger la sélection lors du barrage qualificatif de la Gold Cup 2017 du 6 au 8 janvier 2017 et dont la mission s'avère un succès puisque les Grenadiers terminent en tête de la poule de barrage (devant le Suriname et l'hôte Trinité-et-Tobago). Opposés au Nicaragua, 5e de la Copa Centroamericana 2017, dans un barrage final afin de déterminer le dernier qualifié pour la Gold Cup 2017, les Haïtiens prennent le dessus sur leurs homologues nicaraguayens lors de la manche aller en s'imposant au Stade Sylvio-Cator par trois buts à un. Néanmoins, le match retour à Managua, quatre jours plus tard, accouche d'un scénario cruel pour les Grenadiers qui s'inclinent 3-0, la faute à un triplé du capitaine nicaraguayen Juan Barrera réalisé dans les cinq dernières minutes. Haïti se retrouve ainsi éliminé de la compétition continentale.

#### Retour de Marc Collat (2017-)
Face aux nombreuses rumeurs de la presse haïtienne se faisant l'écho d'un possible retour du martiniquais Marc Collat à la tête des Grenadiers, le président de la FHF, Yves Jean-Bart, confirme la présence de ce dernier aux commandes du staff technique de l'équipe devant affronter le Japon, en match amical, le 10 octobre 2017, rencontre qui se solde par un spectaculaire 3-3 avec notamment deux buts de Duckens Nazon. Deux autres matchs amicaux suivent, une victoire contre les Émirats arabes unis (1-0) en novembre 2017 puis une rencontre de prestige face à l'Argentine de Lionel Messi – qui marque à l'occasion un triplé – en mai 2018 (défaite 0-4).
Le 10 septembre 2018, Haïti débute les qualifications à la Gold Cup 2019 par une victoire écrasante 13-0 sur Sint Maarten, match qui rentre dans l'histoire comme le record de la victoire la plus large depuis les débuts des Grenadiers. Lors de la phase finale continentale, Haïti réalise un parcours inattendu en terminant en tête de la poule B lors du 1er tour avec 3 victoires dont une contre le Costa Rica, quart de finaliste du Mondial 2014 (2-1). Les Grenadiers éliminent ensuite le Canada en quart de finale (3-2) avant de s'incliner avec les honneurs en demi-finale contre le Mexique, futur vainqueur de la compétition, en prolongations (0-1).

## Tenues, emblèmes et symbole de l'équipe d'Haïti

Ancien logo de la Fédération jusqu'à 2012

L'équipe évolue depuis ses débuts dans une tenue reprenant les couleurs du drapeau d'Haïti. La tenue a connu de nombreuses variations de couleur au gré des équipementiers, les maillots sont généralement bleus, les shorts et les chaussettes rouges ou bleus. La tenue extérieure est à dominance rouge.
La sélection a connu ses dix dernières années de nombreux équipementiers. Certains sont locaux comme Sport Globe en 2002, Wanga Neguess en 2008 et 2010 et Plus One en 2009 et d'autres plus connus. Ainsi de 2004 à 2006, la sélection est équipée par Umbro puis, en 2007, c'est l'équipementier italien Diadora et le brésilien Finta qui fournissent les tenues de la sélection. Depuis 2010, l'équipe nationale porte des tenues fournies par Adidas. L’équipe haïtienne porte sur son maillot l'écusson de la Fédération.
Le surnom de l'équipe nationale, les Grenadiers prend sa source dans le chant patriotique national de la révolution haïtienne, « Grenadiers à l'assaut ! Point de mère, point de fils, tant pis pour ceux qui meurent ! ». Le surnom, les Rouges et Bleus fait lui référence aux couleurs du pays.

## Composition de l'équipe d'Haïti

### Joueurs

#### Provenance des joueurs
Si lors de la participation à la Coupe du monde 1974, la quasi-totalité du groupe haïtien évoluait au pays (exception faite du capitaine Wilner Nazaire qui portait les couleurs du club français de l'US Valenciennes-Anzin et de Roger Saint-Vil, licencié au club trinidadien d'Archibald FC), actuellement, ce sont les joueurs évoluant à l'étranger, et surtout en Europe, qui sont en majorité. La principale explication est l'exil de nombreux Haïtiens après la prise de pouvoir par la famille Duvalier. Ainsi, de nombreux internationaux haïtiens sont natifs de l'étranger, de France (comme Jean-Eudes Maurice, Johny Placide ou Kevin Lafrance) mais aussi de Suisse comme le défenseur du FC Wil Kim Jaggy.

#### Joueurs importants

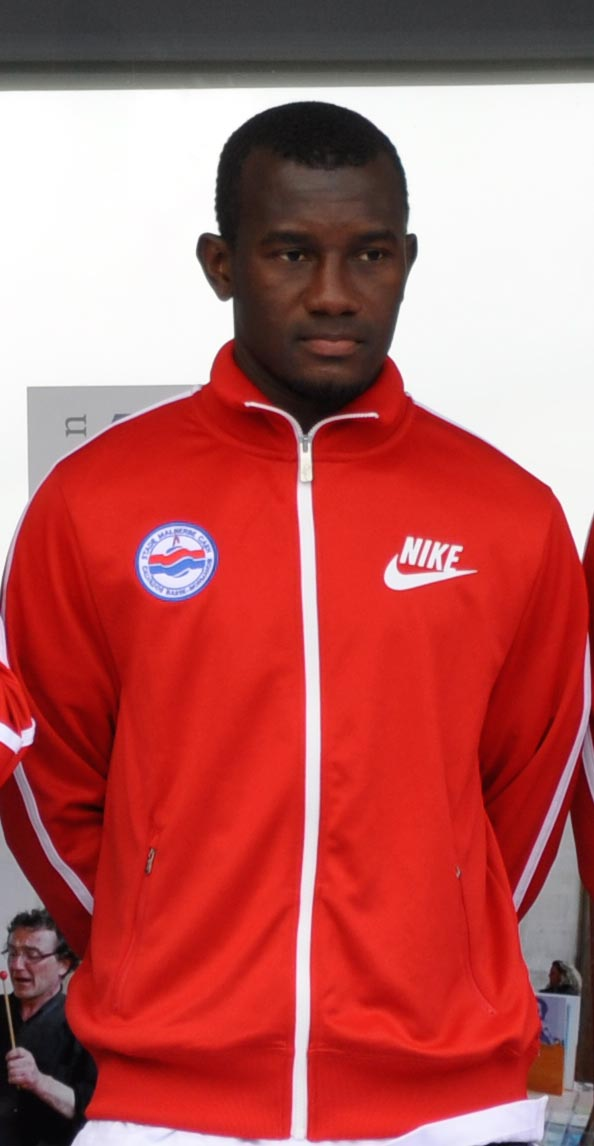
Jean-Jacques Pierre, ici en 2012 sous le maillot du SM Caen, est le joueur le plus capé de la sélection

Joe Gaetjens est le premier joueur haïtien à connaître la renommée internationale. Né en 1924 d'un père allemand et d'une mère haïtienne, l'attaquant joue la Coupe du monde 1950 sous les couleurs américaines, alors qu'il n'en a pas la nationalité, et inscrit le but de la victoire historique face à l'Angleterre. Revenu à Haïti, il joue une rencontre des éliminatoires de la Coupe du monde 1954 avec les Grenadiers puis arrête sa carrière et devient entrepreneur. Il est arrêté par la police secrète de François Duvalier, les tontons macoutes, le 8 mai 1964 et meurt quelques jours plus tard en prison. Il entre en 1976 au Temple de la renommée du football américain (United States National Soccer Hall of Fame).
Emmanuel Sanon est considéré comme le plus grand footballeur haïtien de tous les temps. Né en 1951, il porte pendant six ans les couleurs du club belge de Beerschot puis participe pendant trois saisons à la Major League Soccer. Sélectionné à cent reprises en équipe nationale, il est surtout le héros de la campagne haïtienne lors de la phase finale de la Coupe du monde 1974 en Allemagne de l'Ouest puisqu'il va inscrire les deux seuls buts de sa formation lors de la compétition : contre l'Italie de Dino Zoff (jusque-là invaincu depuis plus de 19 matchs) puis face à l'Argentine. Avec 47 buts inscrits avec les Grenadiers, il en est l'un des meilleurs buteurs. Sanon raccroche les crampons en 1983 et s'éloigne du football. En 1999, il est appelé par les dirigeants de la Fédération afin de prendre en charge l'équipe nationale, qualifié pour la Gold Cup. Le parcours haïtien s'achève au premier tour et Sanon quitte définitivement le banc. Il meurt le 21 février 2008 d'un cancer du pancréas et reçoit des funérailles nationales. Le gardien de but Henri Françillon est également un des joueurs les plus en vue lors de la Coupe du monde 1974. Joueur du Victory SC, ses bonnes performances lors de la compétition lui valent de rejoindre le club allemand du TSV Munich 1860 où il évolue pendant une saison avant de revenir dans son club d'origine. Françillon et Sanon font partie des sept joueurs haïtiens sélectionnés pour représenter la CONCACAF lors de la Coupe de l'Indépendance du Brésil disputée en 1972.
Pierre Richard Bruny est né en 1972 et évolue depuis le début de sa carrière au poste de défenseur dans le club haïtien de Don Bosco FC (excepté une saison sous les couleurs du club trinidadien de Joe Public FC). Il est régulièrement appelé en équipe nationale à partir de 1998 et compte à son palmarès la Coupe caribéenne des nations 2007. À quarante ans passés, il n'a pas encore mis fin à sa carrière mais n'a plus été sélectionné depuis 2010. Retenu à 43 reprises depuis sa première cape en 2006, le milieu de terrain Jean Sony Alcenat évolue au club d'Aigle Noir AC avant de partir au Portugal (Leixões SC puis Rio Ave). Il joue depuis 2012 dans le club roumain de Petrolul Ploiești.
Fucien Brunel est né en 1984 et compte plus de quarante sélections sous les couleurs rouges et bleues de l'équipe nationale. Il joue en Haïti (à l'Aigle Noir AC), au Chili, au sein du Club de Deportes Cobreloa, et en Martinique avec l'Aiglon du Lamentin, son club actuel. Jouant au milieu de terrain, il marque ses huit buts en équipe nationale en deux saisons (2007 et 2008), dont quatre lors de la phase finale de la Coupe caribéenne des nations 2007.
Jean-Jacques Pierre est le joueur en activité le plus capé du football haïtien. Sélectionné à 56 reprises depuis 2001, le défenseur natif de Léogâne est passé très jeune par les championnats sud-américains, avec les clubs argentins d'Arsenal de Sarandi et du CD Moron puis la formation uruguayenne du Peñarol avant d'arriver en Europe où il est recruté par le FC Nantes. Resté six ans sur les bords de l'Erdre, il joue ensuite quelques mois au sein du club grec de Panionios avant de revenir en France, enrôlé par le SM Caen en Ligue 2. Son palmarès avec les Grenadiers est vierge car il ne prend pas part à la campagne victorieuse de la Coupe caribéenne des nations 2007.

### Sélectionneurs
| Rang | Nom               | Période   |
| ---- | ----------------- | --------- |
| 1    | Edouard Baker     | 1934      |
| 2    | Antoine Champagne | 1951      |
| 3    | Paul Baron        | 1953      |
| 4    | Dan Georgiádis    | 1956      |
| 5    | Lucien Barozy     | 1957      |
| 6    | Dan Georgiádis    | 1959      |
| 7    | Antoine Tassy     | 1961      |
| 8    | Antoine Tassy     | 1965-1976 |
| 9    | Sepp Piontek      | 1977-1978 |
| 10   | René Vertus       | 1978-1979 |
| 11   | Antoine Tassy     | 1980      |

| Rang | Nom                 | Période   |
| ---- | ------------------- | --------- |
| 12   | Claude Barthélemy   | 1984-1985 |
| 13   | Ernst Jean-Baptiste | 1992-1994 |
| 14   | Hervé Calixte       | 1996      |
| 15   | Jean-Michel Vaval   |           |
| 16   | Ernst Jean-Baptiste | 1999      |
| 17   | Emmanuel Sanon      | 1999-2000 |
| 18   | Jorge Castelli      | 2001-2002 |
| 19   | Andrés Cruciani     | 2002-2003 |
| 20   | Fernando Clavijo    | 2003-2004 |
| 21   | Carlo Marcelin      | 2004-2006 |
| 22   | Armelio Luis García | 2006-2008 |

| Rang | Nom                                | Période            |
| ---- | ---------------------------------- | ------------------ |
| 23   | Sonche Pierre (intérim)            | 2008               |
| 24   | Wagneau Eloi                       | 2008               |
| 25   | Jairo Rios Rendon                  | 2009-2010          |
| 26   | Edson Tavares                      | 2010-2011          |
| 27   | Carlo Marcelin (intérim)           | 2011-2012          |
| 28   | Israel Blake Cantero               | 2012-2013          |
| 29   | Pierre-Roland Saint-Jean (intérim) | 2013               |
| 30   | Marc Collat                        | 2014-2015          |
| 31   | Patrice Neveu                      | 2015-2016          |
| 32   | Jean-Claude Josaphat (intérim)     | 2017               |
| 33   | Marc Collat                        | 2017-2021          |
| 34   | Jean-Jacques Pierre                | 2021-2023          |
| 35   | Gabriel Calderón Pellegrino        | mai 2023-mars 2024 |
| 36   | Sébastien Migné                    | depuis mars 2024   |

Antoine Tassy reste l'entraîneur emblématique de la sélection nationale haïtienne. Né le 26 mars 1924, l'ancien international a marqué les esprits, autant par sa longévité à son poste (onze ans, un record inégalé) que par les résultats obtenus avec l'équipe haïtienne. Il est choisi par la Fédération en 1961 et commence sa carrière avec une quatrième place en Coupe CCCF en mars. Après un passage en sélection jamaïcaine de 1962 à 1964, il revient à la tête de la sélection en 1965. Le véritable âge d'or d'Haïti survient entre 1971 et 1977. Les hommes de Tassy vont terminer à la deuxième place de la compétition continentale en 1971 mais surtout remporter le titre en 1973, synonyme de qualification historique pour la phase finale de la Coupe du monde 1974. Il quitte son poste en 1976, remplacé par le technicien ouest-allemand Sepp Piontek. Antoine Tassy va cependant revenir assurer un intérim sur le banc, coachant les Haïtiens lors des éliminatoires de la Coupe du monde 1982.
Sepp Piontek parvient à maintenir l'équipe nationale sur sa bonne lancée. Avec ses hommes, il réussit une nouvelle fois à placer Haïti sur le podium de la Coupe des nations de la CONCACAF en 1977, derrière les intouchables Mexicains. Son mandat de sélectionneur ne dure que deux saisons puisqu'il quitte l'équipe nationale en avril 1978 pour diriger l'équipe nationale du Danemark.
Armelio Luis García est recruté en 2006 pour mener la sélection haïtienne vers la Gold Cup. Le technicien cubain réussit parfaitement sa mission : il parvient à remporter la Coupe caribéenne des nations, le deuxième succès d'Haïti dans cette compétition et qualifie du même coup les Grenadiers pour la phase finale du tournoi continental, après cinq ans d'absence. Ce titre est le premier du football haïtien depuis la Coupe caribéenne des nations 1979. Armelio Luis García et ses hommes voient cependant leur parcours en Gold Cup s'achever dès le premier tour, devancés par le Canada, le Costa Rica et la Guadeloupe. Reconduit malgré cet échec, il démissionne à la surprise générale en janvier 2008 et est remplacé par Wagneau Eloi, qui va occuper un poste inédit d'entraîneur-joueur.
C'est un autre technicien cubain, Israel Blake Cantero qui est recruté en 2012. Il réussit à hisser les Haïtiens sur le podium de la Coupe caribéenne des nations 2012 pour la première fois depuis le titre de 2007. Cette performance permet aux Rouge et Bleus d'obtenir le droit de participer à la phase finale de la Gold Cup 2013. C'est sous ses ordres que l'équipe nationale obtient son meilleur classement FIFA, avec une 39e place en fin d'année 2012.
Après sa démission en 2013, l'intérim est exercé par l'Haïtien Pierre-Roland Saint-Jean puis, en janvier 2014, le Français Marc Collat devient le nouveau sélectionneur, suivi de son compatriote Patrice Neveu, nommé en fin décembre 2015.

## Infrastructures

### Parc Leconte
Inauguré le 12 octobre 1913, le Parc Leconte, situé dans la capitale Port-au-Prince, est le premier stade utilisé dans l'histoire de la sélection nationale. Tout d'abord appelé parc d’État ou parc d'herbe, il prend le nom de Cincinnatus Leconte, président d’Haïti mort en 1912, qui avait permis sa construction. Il accueille notamment les trois matchs d'Haïti lors de sa participation aux éliminatoires du Mondial 1934, tous trois face à la sélection de Cuba. C'est sur le site du Parc Leconte qu'est construit le stade national en 1953.

### Stade Sylvio Cator

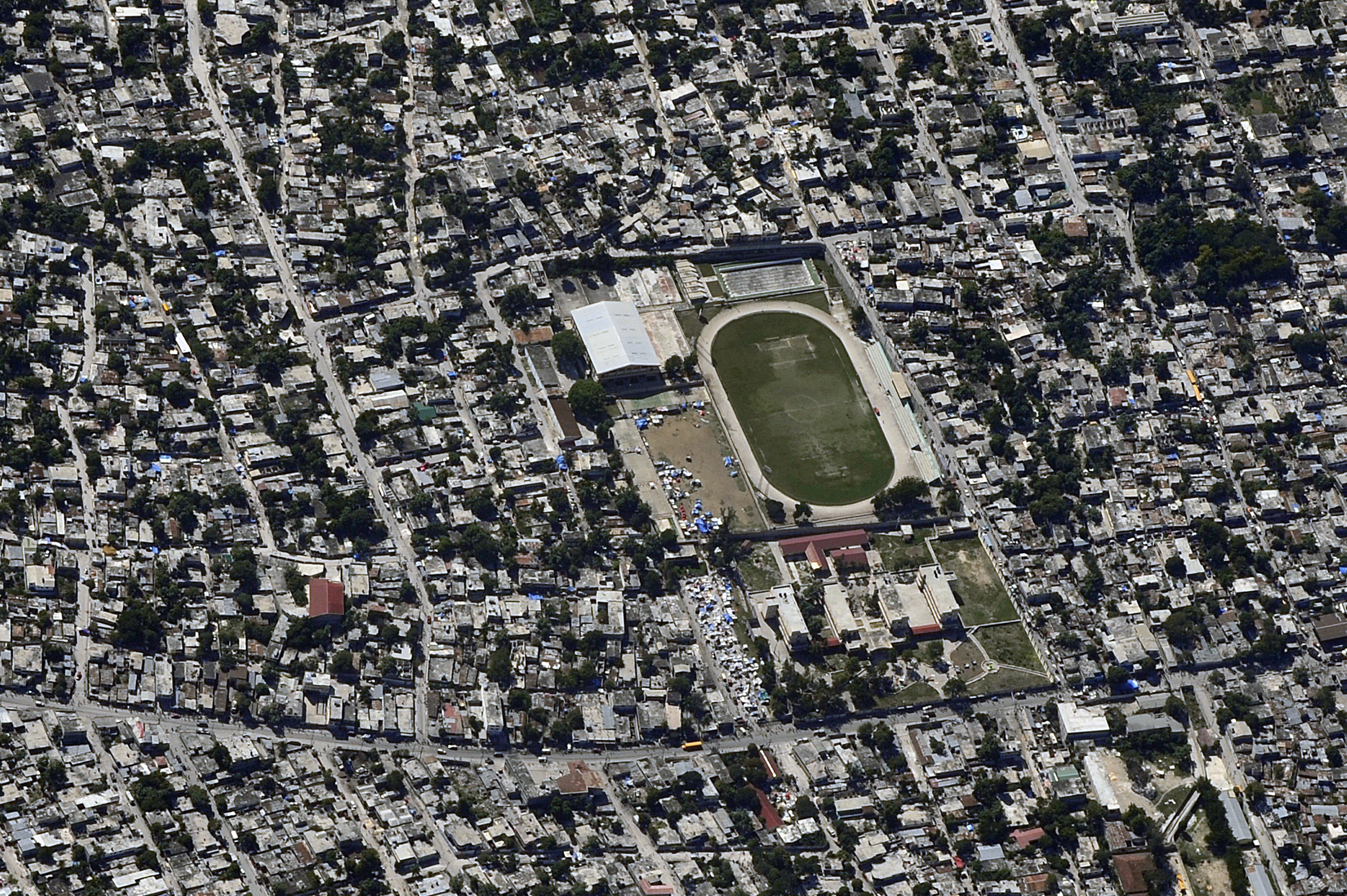
Vue aérienne du Stade Sylvio-Cator et de ses quartiers environnants.

Le Stade Sylvio-Cator est situé au cœur de la capitale haïtienne, Port-au-Prince et accueille la totalité des rencontres, amicales et officielles, disputées par la sélection sur son sol. Construit en 1953 et inauguré sous le nom de Stade Paul-Magloire, du nom du président haïtien au moment de son ouverture, le stade est renommé en 1958, par le nouveau président François Duvalier et prend le nom de Sylvio Cator, un athlète haïtien spécialiste du saut en longueur mais pratiquant également d'autres sports, comme le football. Sylvio Cator évolue au plus haut niveau avec le Racing Club Haïtien et dispute la première rencontre internationale de la sélection haïtienne face à la Jamaïque. En 1928, à l'occasion des Jeux olympiques d'Amsterdam, Cator remporte la médaille d'argent en longueur, devenant le premier sportif haïtien médaillé olympique. Devenu par la suite maire de Port-au-Prince, il meurt en 1952,.
Le stade a une capacité d'accueil de 17 000 spectateurs et est situé dans le quartier de Turgeau. Il subit une rénovation complète en 1994 et ne rouvre ses portes que le 18 octobre 1997 à l'occasion d'un tournoi opposant Haïti à la Jamaïque, Cuba, Cameroun et la Martinique.
La phase finale de la Coupe des nations de la CONCACAF organisée par Haïti en 1973 a été disputée dans ce stade. Il a également servi de cadre à la première édition du Championnat féminin de la CONCACAF en 1991. En plus d'accueillir les rencontres de l'équipe nationale, le stade héberge les rencontres à domicile de trois clubs de Ligue Haïtienne: le Racing Club Haïtien, Violette AC et le club d'Aigle Noir AC.
À la suite du tremblement de terre à Haïti en janvier 2010, le stade a servi de camp de base à Port-au-Prince et a accueilli sous des tentes les rescapés de la catastrophe pendant plusieurs mois. En 2011, après quatre mois de travaux financés par la FIFA, l'enceinte est entièrement rénovée et une pelouse artificielle est posée. Les Grenadiers disputent leur premier match depuis le séisme le 2 septembre 2011, en recevant la sélection des Îles Vierges américaines dans le cadre des éliminatoires pour la Coupe du monde 2014 et s'imposent facilement six buts à zéro.

### Centre technique FIFA Goal
Le Centre FIFA Goal est le centre d'entraînement mis à disposition de la sélection nationale lors de la préparation des matchs officiels et amicaux. Comme son nom l'indique, il a pu être construit grâce au programme Goal de la FIFA pour un montant total de 750 000 dollars. Situé dans la commune de la Croix-des-Bouquets à douze kilomètres de Port-au-Prince, il a été inauguré le 25 avril 2002 en présence du vice-président de la FIFA, le Trinidadien Jack Warner. Une deuxième phase de développement du centre d'un budget de près de 500 000 dollars, toujours financé par le programme Goal a permis la construction de bureaux, de logements pour les joueurs ainsi que d'un dortoir réservé aux équipes nationales féminines. La Fédération haïtienne y a inauguré en fin d'année 2012 ses nouveaux locaux. Le bâtiment fédéral porte le nom de Jean Vorbe, président de la Fédération lors de la qualification des Grenadiers pour la Coupe du monde 1974.

## Résultats

### Palmarès
Le tableau suivant résume le palmarès de la sélection haïtienne en compétitions officielles. Il se compose de quatre titres : un en Coupe d'Amérique centrale et des Caraïbes (CCCF) en 1957, un en Coupe des nations de la CONCACAF 1973 et deux en Coupe caribéenne des nations (1979 et 2007).
| Coupe d'Amérique centrale et des Caraïbes (CCCF)      | Coupe des nations de la CONCACAF                                                                                 | Coupe caribéenne des nations |
| ----------------------------------------------------- | --- | --- |
| - Coupe CCCF (2 participations) : - Vainqueur : 1957. | - Coupe des nations de la CONCACAF/ Gold Cup (13 participations) : - Vainqueur : 1973. - Finaliste : 1971, 1977. | - Coupe caribéenne des nations (11 participations) : - Vainqueur : 1979, 2007. - Finaliste : 2001. - 3e place : 1978, 1998, 1999, 2012 et 2014. |

### Parcours en Coupe du monde
| Année | Position      |      | Année         | Position |                        | Année | Position |
| 1930  | Non inscrite  | 1974 | 1er tour      | 2010     | Non qualifiée          |       |          |
| 1934  | Non qualifiée | 1978 | Non qualifiée | 2014     | Non qualifiée          |       |          |
| 1938  | Non inscrite  | 1982 | Non qualifiée | 2018     | Non qualifiée          |       |          |
| 1950  | Non inscrite  | 1986 | Non qualifiée | 2022     | Non qualifiée          |       |          |
| 1954  | Non qualifiée | 1990 | Non inscrite  | 2026     | Éliminatoires en cours |       |          |
| 1958  | Non inscrite  | 1994 | Non qualifiée | 2030     | À venir                |       |          |
| 1962  | Non inscrite  | 1998 | Non qualifiée | 2034     | À venir                |       |          |
| 1966  | Non inscrite  | 2002 | Non qualifiée |          |                        |       |          |
| 1970  | Non qualifiée | 2006 | Non qualifiée |          |                        |       |          |

### Parcours en Gold Cup
La Coupe des nations de la CONCACAF change de nom à partir de l'édition 1991 et devient la Gold Cup. À noter que les éditions de 1973 à 1989 servent également de tournoi qualificatif pour la Coupe du monde.
| Année | Position      |      | Année           | Position |                 | Année | Position |
| 1963  | Non qualifiée | 1991 | Non qualifiée   | 2011     | Non qualifiée   |       |          |
| 1965  | Sixième       | 1993 | Non inscrite    | 2013     | 1er tour        |       |          |
| 1967  | Cinquième     | 1996 | Non inscrite    | 2015     | Quart de finale |       |          |
| 1969  | Disqualifié   | 1998 | Non qualifiée   | 2017     | Non qualifiée   |       |          |
| 1971  | Finaliste     | 2000 | 1er tour        | 2019     | Demi-finale     |       |          |
| 1973  | Vainqueur     | 2002 | Quart de finale | 2021     | 1er tour        |       |          |
| 1977  | Finaliste     | 2003 | Non qualifiée   | 2023     | 1er tour        |       |          |
| 1981  | Sixième       | 2005 | Non qualifiée   | 2025     | 1er tour        |       |          |
| 1985  | 1er tour      | 2007 | 1er tour        |          |                 |       |          |
| 1989  | Non inscrite  | 2009 | Quart de finale |          |                 |       |          |

### Parcours en Ligue des nations
| Édition   | Ligue | Phase de groupes | Phase de groupes | Phase de groupes | Phase de groupes | Phase de groupes | Phase de groupes | Phase de groupes | Phase finale | Phase finale | Phase finale | Phase finale | Phase finale | Phase finale | Phase finale | Phase finale |
| Édition   | Ligue | Class.           | M                | V                | N                | D                | BM               | BE               | Pays hôte    | Résultat     | M            | V            | N            | D            | BM           | BE           |
| --------- | ----- | ---------------- | ---------------- | ---------------- | ---------------- | ---------------- | ---------------- | ---------------- | ------------ | ------------ | ------------ | ------------ | ------------ | ------------ | ------------ | ------------ |
| 2019-2020 | A     | 3/3              | 4                | 0                | 3                | 1                | 3                | 4                | 2020         | Non qualifié | Non qualifié | Non qualifié | Non qualifié | Non qualifié | Non qualifié | Non qualifié |
| 2022-2023 | B     | 1/4              | 6                | 5                | 1                | 0                | 22               | 5                | 2023         | Inéligible   | Inéligible   | Inéligible   | Inéligible   | Inéligible   | Inéligible   | Inéligible   |
| 2023-2024 | A     | 5/6              | 4                | 0                | 3                | 1                | 5                | 6                | 2024         | Non qualifié | Non qualifié | Non qualifié | Non qualifié | Non qualifié | Non qualifié | Non qualifié |
| 2024-2025 | B     | 1/4              | 6                | 6                | 0                | 0                | 29               | 5                | 2025         | Inéligible   | Inéligible   | Inéligible   | Inéligible   | Inéligible   | Inéligible   | Inéligible   |
| 2026-2027 | A     | /6               | 0                | 0                | 0                | 0                | 0                | 0                | 2027         | À venir      | À venir      | À venir      | À venir      | À venir      | À venir      | À venir      |
| Total     | Total | Total            | 20               | 11               | 7                | 2                | 49               | 20               | Total        | Total        | 0            | 0            | 0            | 0            | 0            | 0            |

### Parcours en Copa América
En battant Trinité-et-Tobago lors d'un barrage unique disputé à Panama, Haïti gagne le droit de disputer la Copa América Centenario aux États-Unis, édition spéciale de la Copa América co-organisée par la CONMEBOL et la CONCACAF.
| Édition   | Résultat                   | Édition | Résultat     |
| --------- | -------------------------- | ------- | ------------ |
| 1916-2015 | Non invité par la CONMEBOL | 2016    | Premier tour |

### Parcours en Coupe caribéenne des nations
| Année | Position          |      | Année        | Position |                      | Année | Position |
| 1978  | Troisième         | 1992 | Non inscrit  | 2005     | Tour préliminaire    |       |          |
| 1979  | Vainqueur         | 1993 | Non inscrit  | 2007     | Vainqueur            |       |          |
| 1981  | Non inscrit       | 1994 | Premier tour | 2008     | Premier tour         |       |          |
| 1983  | Non inscrit       | 1995 | Non inscrit  | 2010     | 2e tour préliminaire |       |          |
| 1985  | Non inscrit       | 1996 | Premier tour | 2012     | Troisième            |       |          |
| 1988  | Non inscrit       | 1997 | Forfait      | 2014     | Troisième            |       |          |
| 1989  | Non inscrit       | 1998 | Troisième    | 2017     | 3e tour préliminaire |       |          |
| 1990  | Non inscrit       | 1999 | Troisième    |          |                      |       |          |
| 1991  | Tour préliminaire | 2001 | Finaliste    |          |                      |       |          |

## Statistiques

### Nations rencontrées

#### Au niveau mondial

Carte des équipes rencontrées par Haïti.
Nombre de matchs disputés contre l'équipe d'Haïti de football :
Un seul match
De deux à quatre matchs
De cinq à neuf matchs
De dix à dix-neuf matchs
De vingt à vingt-neuf matchs
Plus de trente matchs

Malgré ses quatre-vingt-onze ans d'existence, la sélection haïtienne n'a que très rarement affronté des nations d'autres continents que le sien. Elle n'a ainsi affronté en match officiel que deux équipes européennes : l'Italie et la Pologne, qui étaient dans sa poule lors du premier tour de la Coupe du monde 1974, avec également l'Argentine. Dans le cadre des matchs de préparation pour la Coupe des confédérations 2013, l'Espagne et l'Italie ont affronté la sélection haïtienne en amical. Elle a aussi rencontré le Kosovo en match amical le 5 mars 2014 pour un résultat nul (0-0).
En Afrique, seul le Congo a rencontré les Grenadiers, lors du Tournoi des Black Stars 1992 organisé à Créteil en France (défaite 1-4).
En Asie de l'Est, la Chine (en 2003 et 2015), la Corée du Sud (en 2013) et le Japon (en 2017) ont disputé des matchs contre Haïti qui a aussi affronté plusieurs nations du Moyen-Orient : la Syrie (en 2009), le Qatar (en 2010), Oman (en 2013), les Émirats arabes unis (en 2017), Bahreïn (en 2021) et la Jordanie (en 2021) toujours lors de matchs amicaux.
Le bilan face à ces nations non-américaines se résume à 5 victoires (contre la Pologne, le Qatar, la Chine, les Émirats arabes unis et la Jordanie), 4 nuls et 9 défaites en 17 rencontres. Les Haïtiens ont tout de même réussi à accrocher la Squadra Azzurra (2-2) lors du match amical de juin 2013.
Haïti a rencontré la totalité des sélections d'Amérique du Nord, centrale et du Sud, à l'exception du Belize et du Paraguay.

#### Dans les Caraïbes

Carte des équipes rencontrées par Haïti.
Nombre de matchs disputés contre l'équipe d'Haïti de football :
Un seul match
De deux à quatre matchs
De cinq à neuf matchs
De dix à dix-neuf matchs
De vingt à vingt-neuf matchs
Plus de trente matchs

C'est fort logiquement avec les sélections de la région Caraïbe que Haïti a disputé le plus de rencontres au cours de son histoire. La Jamaïque, premier adversaire historique des Grenadiers, est également son adversaire le plus souvent rencontré, tout comme Trinité-et-Tobago et Cuba, qui ont disputé plus de trente matchs face aux Haïtiens. Les autres nations fréquemment affrontées sont les équipes voisines comme la République dominicaine ou les Antilles néerlandaises. La participation régulière d'Haïti à la Coupe caribéenne des nations a permis à la sélection de rencontrer la quasi-totalité des nations caribéennes, à l'exception d'Anguilla et Montserrat, deux des plus faibles équipes de la région.
Le bilan face aux grandes nations de la zone CONCACAF est assez moyen. Si les Haïtiens font jeu égal avec la sélection américaine (six victoires pour chaque équipe), elle reste largement déficitaire face au Canada (une victoire 5-1, en novembre 1973, sur dix rencontres disputées), tout comme contre la meilleure équipe de la région, le Mexique, qui n'a été battu par les Rouges et Bleus qu'une seule fois, lors des Jeux panaméricains de 1959 (4-1).

### Rivalités

#### Avec la Jamaïque
La Jamaïque est la première équipe à avoir rencontré Haïti, le 22 mars 1925, en match amical à Port-au-Prince. Les deux formations ont joué de nombreux matchs amicaux depuis et se sont également affrontées en matchs officiels. Ainsi, Jamaïcains et Haïtiens ont joué à deux reprises en éliminatoires de la Coupe du monde (2006 et 2018), ils ont aussi disputé un match en Gold Cup (2015) et six rencontres en Coupe caribéenne des nations. Le bilan face aux Reggae Boyz est parfaitement équilibré avec 25 succès de chaque côté et seulement quatre matchs nuls en 54 rencontres.

#### Avec Cuba
Le premier match entre Cuba et Haïti revêt d'un intérêt majeur pour les deux nations, puisqu'il a eu lieu dans le cadre des éliminatoires pour la Coupe du monde 1934 et ce sont les Cubains qui passent, avec deux victoires et un match nul. Les deux équipes se sont à nouveau affrontées à trois reprises lors des éliminatoires de Coupe du monde de 1978, 1982 et 1998. Contre Cuba, la balance des Rouges et Bleus est très équilibrée avec un avantage minime de ceux-ci (dix victoires) contre neuf victoires pour les Cubains et 13 matchs nuls.

#### Avec Trinité-et-Tobago
C'est en 1948 que Haïti a affronté pour la première fois la sélection de Trinité-et-Tobago, lors d'une série de trois matchs amicaux disputés à Port of Spain. Les deux sélections se sont ainsi rencontrées quatre fois lors d'éliminatoires de Coupe du monde (1970, 1974, 1982 et 2002), trois fois en Coupe des nations de la CONCACAF / Gold Cup (1967, 1971 et 2013) et à de nombreuses reprises lors des phases finales de la Coupe caribéenne des nations, dont deux fois en finale en 2001 (succès trinidadien 3-0) et 2007 (victoire haïtienne 2-1). Ils se sont aussi affrontés, avec un an d'écart, tant en match de barrage de la Copa América Centenario (janvier 2016) qu'en match de barrage de la Gold Cup 2017 (janvier 2017). Le bilan face aux Trinidadiens est très serré, avec un avantage minime pour ces derniers (17 victoires) contre 16 victoires pour les Haïtiens et seulement six matchs nuls.

### Classements FIFA
| Année                    | 1993 | 1994 | 1995 | 1996 | 1997 | 1998 | 1999 | 2000 | 2001 | 2002 | 2003 | 2004 | 2005 | 2006 | 2007 | 2008 | 2009 | 2010 | 2011 | 2012 | 2013 | 2014 | 2015 | 2016 | 2017 | 2018 | 2019 | 2020 |
| ------------------------ | ---- | ---- | ---- | ---- | ---- | ---- | ---- | ---- | ---- | ---- | ---- | ---- | ---- | ---- | ---- | ---- | ---- | ---- | ---- | ---- | ---- | ---- | ---- | ---- | ---- | ---- | ---- | ---- |
| Classement mondial       | 145  | 132  | 153  | 114  | 125  | 109  | 99   | 84   | 82   | 72   | 96   | 95   | 98   | 102  | 69   | 102  | 90   | 90   | 81   | 39   | 79   | 72   | 77   | 73   | 56   | 103  | 86   | 84   |
| Classement zone CONCACAF | 21   | 13   | 23   | 14   | 15   | 11   | 11   | 11   | 9    | 9    | 11   | 10   | 11   | 13   | 6    | 10   | 10   | 10   | 10   | 3    | 7    | 8    | 7    | 5    | 6    | 11   | 10   | 10   |

| Légende du classement mondial : Légende du classement CONCACAF : | - de 1 à 50 - de 1 à 10 | - de 51 à 100 - de 11 à 20 | - de 101 à 200 - de 21 à 29 |

| Joueurs les plus capés      |     |  |
| --------------------------- | --- |  |
| Emmanuel Sanon              | 100 |  |
| Bruny Pierre Richard        | 94  |  |
| Jean-Jacques Pierre         | 80  |  |
| Frantz Gilles Méchak Jérôme | 78  |  |